# Escudo de Soacha
El Escudo de armas de Soacha es uno de los símbolos heráldicos este municipio cundinamarqués adoptado en 1977 por el alcalde Jorge Ramírez Vásquez.

## Elementos del escudo
El escudo posee tres regiones por las cuales comprenden:
- El blasón externo de nueve picos con punta abajo está dividido en tres partes: el superior es de azur con un sol en oro, seguido del diestro con el paisaje  del Salto de Tequendama, que es la cascada más importante de Colombia y el siniestro inferior, con fondo de gules, un par de ruedas dentadas de plata, representando la Industria, vocación económica de mayor relevancia en el municipio. En la punta inferior está circundada con hojas de acanto.
- En el blasón interno aparece el escudo de armas de Colmenares, que en su alrededor es de azur con cuatro flores de lis en oro, seguido del corazón en fondo sinople de nueve ruedas en plata. Esto es en homenaje a Pedro de Colmenares, compañero de armas de Gonzalo Jiménez de Quesada, primer encomendero de las tierras de Bosa y Soacha, antes de la fundación del pueblo español en 1600.[2]
- Las lanzas de plata entrecruzadas con la bandera del municipio seguido de dos cintas con la leyenda, latina en su superior  SOL OMNIBUS LUCET (El Sol brilla para todos), seguido de la toponimia muisca SUACHA.